# Waitahuna
Waitahuna ist eine Siedlung im Clutha District der Region Otago auf der Südinsel von Neuseeland.

## Namensherkunft
In der Sprache der Māori setzt sich der Name der Siedlung zusammen aus „wai“ für „Wasser“ und „tahuna“ für den Namen eines Häuptlings des Stammes der Ngāi Tahu.

## Geographie
Die Siedlung befindet sich rund 22 km nordwestlich von Milton und rund 28 km nördlich von Balclutha im Tal des Waitahuna River. Rund 2 km östlich befindet sich Waitahuna Gully, wo zu Zeiten des Goldrauschs in Otago nach Gold geschürft wurde. Durch Waitahuna führt der New Zealand State Highway 8, der die Siedlung nach Nordwesten mit Lawrence, Roxburgh und Alexandra verbindet und nach Südosten hin an den New Zealand State Highway 1 anschließt.

## Geschichte
Zu Anfang des 20. Jahrhunderts lebte die Siedlung von der Farmwirtschaft und von der Goldsuche im nahegelegenen Waitahuna Gully. In der Siedlung selbst fand die Suche nach Gold in den 1940er Jahren statt und nach einer fast 70-jährigen Pause beantragte im August 2015 die in Christchurch ansässige Firma Maruia Mining die Schürfrechte für eine erneute Goldsuche in der Gegend um Waitahuna.
Der Ort war kurzzeitig ein Eisenbahnendpunkt, nachdem die Teilstrecke der später Roxburgh Branch benannten Nebenbahn der Main South Line von Clarksville aus am 22. Januar 1877 eröffnet wurde. Etwas mehr als zwei Monate später wurde der nächste Teilabschnitt bis Lawrence eingeweiht. Bis 4. September 1936 wurde die Siedlung von Reisezügen bedient, danach bis zur Schließung der Linie am 1. Juni 1968 nur noch von Güterzügen. Der Lagerschuppen, das Bahnhofsgebäude und die Herrentoiletten sind am Ort des ehemaligen Bahnhofs erhalten geblieben.
Der Ort besitzt außerdem eine um 1905/06 erbaute Hängebrücke über den Waithuna River.

## Bildungswesen
Die Siedlung verfügt mit der Waitahuna School über eine Grundschule mit den Jahrgangsstufen 1 bis 6. Im Jahr 2015 besuchten 21 Schüler die Schule. Die Schulgründung geht auf 1875 zur Zeit des Goldrausches zurück, als die Schule als Waitatiuna Public School gegründet wurde und damals drei Räume, inklusive einer Bibliothek besaß.

## Fotogalerie

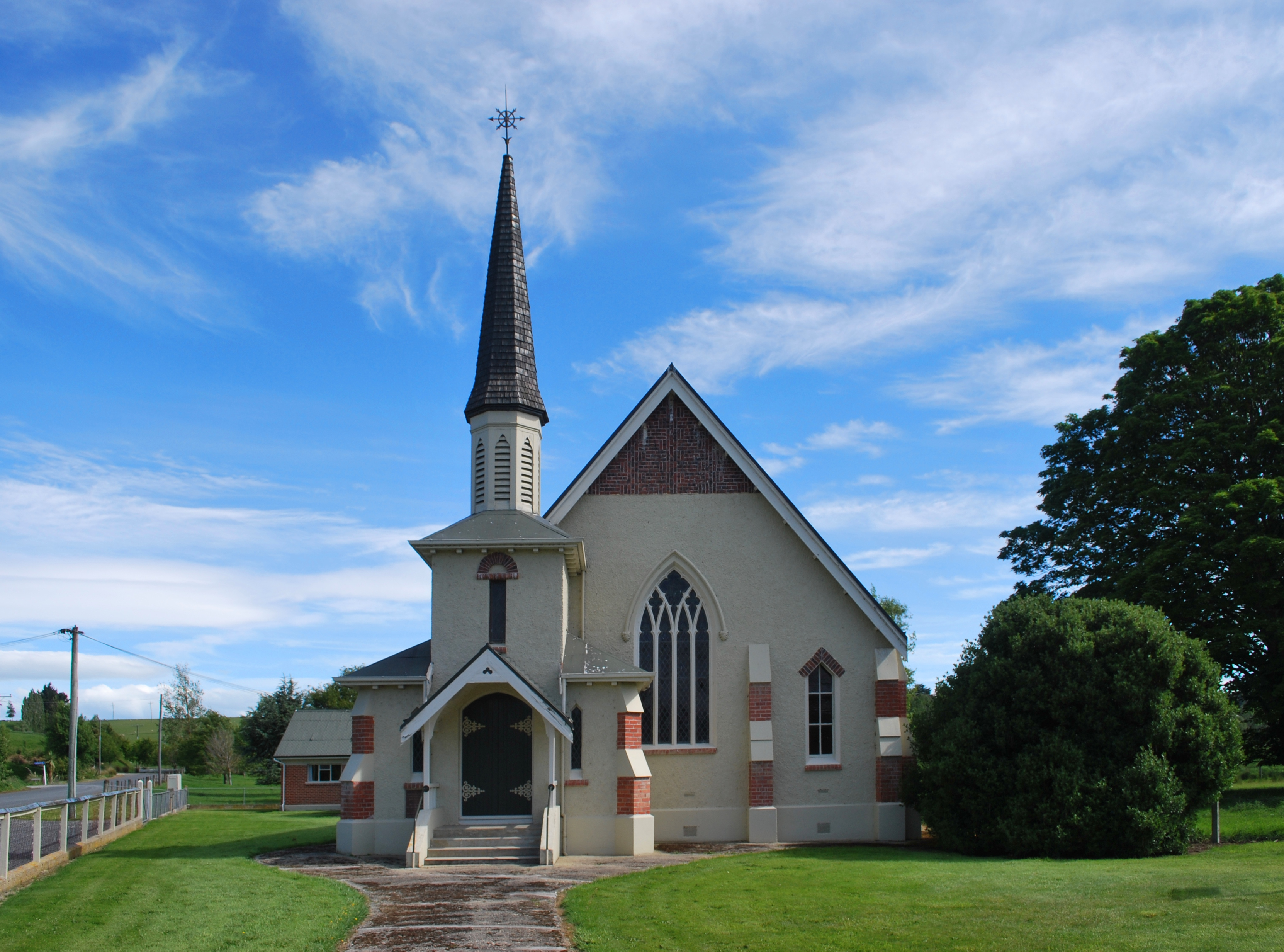
Waitahuna Presbyterian Church
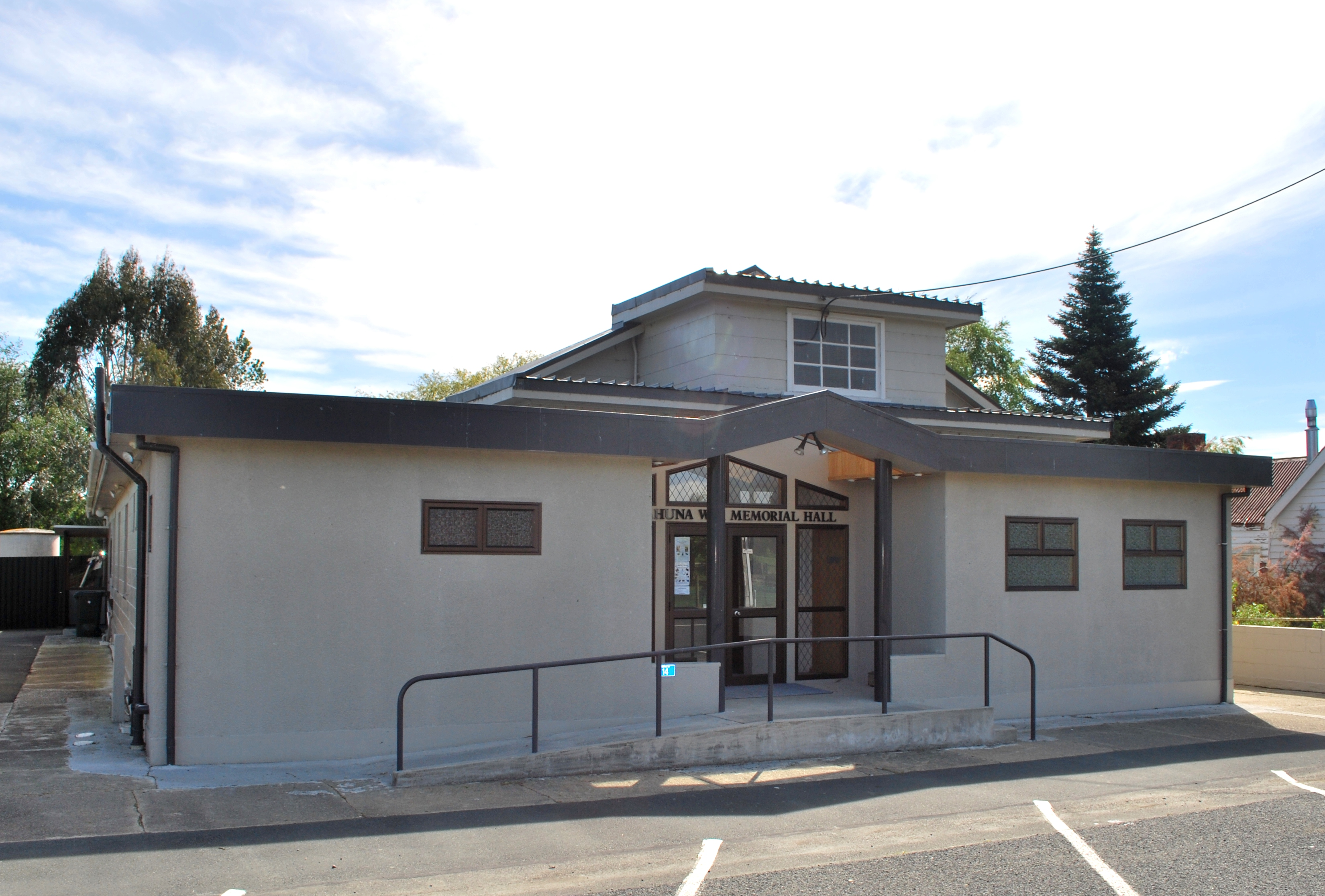
Waitahuna War Memorial Hall